# Алан Лільський
Алан Лільський (лат. Alanus ab Insulis, фр. Alain de Lille, біля 1128, Лілль — 1202, абатство Сіто) — монах-цистерціанець, французький богослов та філософ, учасник третього Латеранського собору. Автор тези «В авторитета ніс з воску» — так само як віск кожен може ліпити як хоче, так само висловлювання авторитетів можна трактувати будь-яким чином, тому слід наводити їх не бездумно, а підкріплювати доказами та розумними підтвердженнями. Оголосив усі положення віри раціонально доводжуваними. Розглядав взаємостосунки Бога та світу з позицій неоплатонічного містицизму, вважав природу посередницею між Творцем та матерією.